# Gadila zonata
Gadila zonata är en blötdjursart som först beskrevs av Charles Hercules Boissevain 1906.  Gadila zonata ingår i släktet Gadila och familjen Gadilidae. Inga underarter finns listade i Catalogue of Life.